# Наурызбаева, Татьяна Касымовна
Татьяна (Аршагуль) Касымовна Наурызбаева (каз. Татьяна Қасымқызы Наурызбаева; 24 мая 1948, Шымкент, КазССР, СССР — 30 августа 1998, Алматы) — советский и казахский театральный педагог, доцент искусствоведения, заслуженный деятель искусств Республики Казахстан (1992).

## Биография
Родился 24 мая 1948 года в г. Шымкент
В 1969 году с отличием окончила Алма-Атинский государственный театральный и художественный институт, в том же году поступила в аспирантуру Московского государственного института театра и искусства (ГИТИС) и окончила его в 1971 году (курсы народного артиста РСФСР, профессора Г. Г. Конского и заслуженного деятеля искусств РСФСР, профессора О. В. Андровской).
С 1971 по 1993 год — преподаватель, старший преподаватель, доцент кафедры «Актёрское мастерство и режиссура» Алматинского государственного театрального и художественного института.
С 1993 по 1998 год — декан кафедры «Актёрское мастерство и режиссура» Алматинского государственного театрального и художественного института.
Является одним из самых выдающихся мастеров, ставших в своей педагогической деятельности около тридцати лет дипломными постановками, принесших новую волну режиссуре областного театра, способам повышения актерского мастерства.

### Семья
Отец — Касым Маханбетович Наурызбаев (советский партийный работник).
Брат — Наурызбаев, Михаил Касымович (род. 1942) учёный, доктор технических наук, профессор. Заслуженный деятель науки Республики Казахстан, лауреат Государственной премии РК.

### Награды
Указом президента Республики Казахстан от 19 ноября 1992 года присвоено почетное звание «Қазақстан Республикасының Еңбек сіңірген өнер қайраткері» (заслуженный деятель искусств Республики Казахстан) — за значительный вклад в развитие казахской сценической педагогики и общественную активность.
Нагрудный знак МОН РК «Отличник образования Республики Казахстан» и др.